# Glaphyra ivorensis
Glaphyra ivorensis là một loài bọ cánh cứng trong họ Cerambycidae.